# Belontia
Belontia – rodzaj ryb z podrodziny beloncjowatych w obrębie rodziny guramiowatych (Osphronemidae).

## Klasyfikacja
Gatunki zaliczane do tego rodzaju:
- Belontia hasselti – beloncja plastroogonowa[3]
- Belontia signata – beloncja cejlońska[4],[3]